# Martin von Vertou

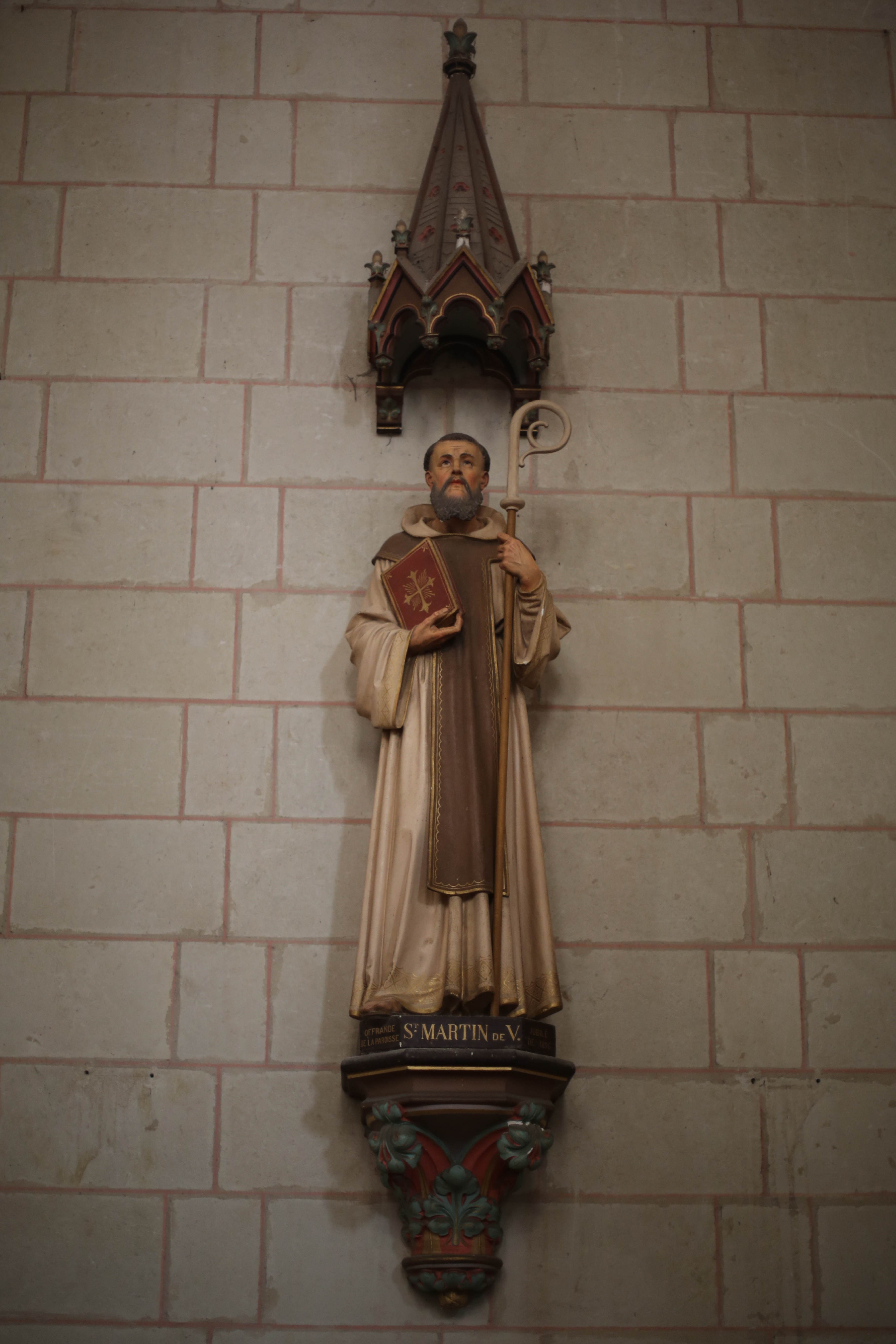
Figur des hl. Martin von Vertou in der Kirche Saint-Martin von Le Lion-d’Angers

Stadtwappen von Vertou

Der heilige Martin von Vertou (* 527 in Nantes; † 601 in Vertou) war ein französischer Einsiedler und Klostergründer. Sein Festtag ist der 24. Oktober.

## Biografie
Nur wenige Daten und Fakten aus dem Leben von Martin de Vertou sind überliefert. Von Bischof Felix von Nantes († 584) wurde er um 560/70 zum Archidiakon des Bistums Nantes ernannt.  In den Folgejahren widmete er sich der Christianisierung der Bevölkerung; in dieser Zeit visitierte er auch das Kloster von Saint-Jouin-de-Marnes, wo er die Benediktinerregel einführte. Um das Jahr 577 gab er sein Amt auf und zog sich in die Waldeinsamkeit südöstlich von Nantes zurück. Er begann mit dem Bau einer Kirche und eines Wohngebäudes; beide wurden in den Folgejahren immer wieder vergrößert, so dass aus ihnen das spätere Kloster von Vertou hervorging. Er starb in dem von ihm gegründeten Kloster wahrscheinlich im Jahr 601 und wurde auch dort beigesetzt. Seine Grabstätte ist jedoch verschollen.

## Legende
Eine Legende berichtet, dass Martin de Vertou seinen Wander- oder Pilgerstock inmitten des Kreuzgangs seines Klosters in den Boden gesteckt habe; dort habe dieser Wurzeln getrieben, aus denen einen mächtiger Baum erwuchs. Auf dem Stadtwappen der Ortschaft Vertou ist dieser Baum – begleitet von französischen Königslilien und bretonischen Hermelinschwänzen – zu sehen.

## Sonstiges
Das von Marin von Vertou gegründete Kloster wurde mehrfach umgebaut, letztlich jedoch – bis auf das barocke Eingangsportal – in der Zeit der Französischen Revolution zerstört.